# シリル・スーク
シリル・スーク3世（Cyril Suk III, 1967年1月29日 - ）は、チェコスロバキア (現チェコ)・プラハ出身の男子プロテニス選手。長年にわたり、ダブルスのスペシャリストとして活動してきた。彼の家族は名門のテニス一家で、母親は1962年ウィンブルドン選手権女子シングルス準優勝者ベラ・スコバであり、姉は4大大会女子シングルスで4度準優勝したヘレナ・スコバである。父親のシリル・スーク2世は長年チェコスロバキア・テニス連盟の会長を務めた人で、シリル2世とベラの間の1人息子にも同じ名前をつけた。

## 来歴
シリルはキャリアを通じてシングルスにほとんど出場せず、ダブルスのみに出場試合を絞ってきた。ATPツアーのトーナメントでは、シリルのシングルス成績は1勝17敗である。男子ダブルスではこれまでにツアー通算32勝を挙げ、1998年全米オープンでサンドン・ストールと組んで優勝した。混合ダブルスでは4つのタイトルを獲得し、1991年全仏オープン・1992年ウィンブルドン選手権・1996年ウィンブルドン選手権・1997年ウィンブルドン選手権で優勝している。そのうち3つは姉のヘレナとのコンビだが、1992年ウィンブルドン選手権だけはラリサ・ネーランドと組んだ。
シリルは姉のヘレナとともに、幼少時から両親にテニスを習った。母親のベラが1982年5月13日に死去した時、シリルは15歳、ヘレナは17歳であった。母親の死から3年後、シリルは1985年の世界ジュニア・ダブルス選手権でペトル・コルダと組んで優勝する。1988年にプロ入りし、1989年8月にサン＝ヴァンサンの大会でダブルス初優勝。1991年全仏オープンで、シリルとヘレナは姉弟ペアとして4大大会混合ダブルス初優勝を果たした。1992年ウィンブルドン選手権混合ダブルスでラリサ・ネーランドと組んだ優勝があるが、これはシリルがヘレナ以外の選手と組んで獲得した唯一の混合ダブルス優勝である。ATPツアーでは、シリル1991年から1994年までの間、トム・ネイセンとペアを組んで大半のトーナメントに出場した。
1995年、スークは同じダニエル・バチェクと組んでATPツアーのダブルスで4勝を挙げたが、1996年2月を最後にバチェクとのペアを解消する。1996年と1997年の2年連続で、シリルとヘレナの姉弟はウィンブルドン選手権混合ダブルスで2連覇を達成した。シリルは1992年にネーランドと組んだ優勝と合わせて、ウィンブルドン選手権混合ダブルスで総計3勝を挙げたことになる。1997年からは、男子ツアーでサンドン・ストールと組む機会が増えた。シリルとストールは、1998年全米オープンで宿願の4大大会男子ダブルス初優勝を達成した。2人は全米ダブルス決勝でダニエル・ネスター/マーク・ノールズ組に4-6, 7-6, 6-2の逆転勝利を収め、ようやく初めての頂点をつかむ。しかし、この勝利がシリルとストールの両選手にとって唯一の4大大会男子ダブルス優勝になった。
2002年から2004年にかけて、シリルは3年連続でATPツアーのダブルスで年間3勝を挙げた。パートナーは同じチェコのマルティン・ダムと組み、とりわけ6月のロスマーレン・グラスコート選手権ではこのペアで3連覇を達成している。シリルとダムは2004年アテネ五輪の男子ダブルスにもチェコ代表として参加し、スークは37歳にして初のオリンピック出場を果たした。2005年のロスマーレン・グラスコート選手権ダブルス4連覇が、最後のダブルス優勝となる32勝目をあげた。2007年全米オープン男子ダブルス1回戦敗退を最後に、シリルは現役を引退した。

## 4大大会ダブルス優勝
- 全仏オープン 混合ダブルス：1勝（1991年）
- ウィンブルドン 混合ダブルス：3勝（1992年、1996年、1997年）
- 全米オープン 男子ダブルス：1勝（1998年）